# Emil Ketterer
 (novembre 2017).
Emil Ketterer, né le 6 août 1883 à Neustadt im Schwarzwald et mort le 23 décembre 1953 à Munich est un médecin, athlète et homme politique allemand.
Membre du NSDAP et des SA, il est un fervent défenseur de l'euthanasie.
En 1939, sa fille Waltrude Ketterer (1916-2008) épouse Hanns Martin Schleyer, officier de la SS, qui deviendra après guerre représentant du patronat allemand et sera assassiné par la Fraction Armée Rouge le 18 octobre 1977.
De 1936 à 1945, Ketterer préside le TSV 1860 Munich, club omnisports connu notamment pour sa section football.

## Biographie

### Jeunesse
Emil Ketterer naît le 6 août 1883 à Titisee-Neustadt. Il est le fils d'un agriculteur de la région.

### Médecin et athlète
Dans sa jeunesse, Emil Ketterer, qui pratique l'athlétisme au Münchner Turnverein se révèle sportif performant. Le 9 juillet 1911, lors d'une compétition à Karlsruhe, il bat le record du monde du 100 mètres, auparavant détenu par l'Américain Luther Cary, avec 10,5 secondes, et bat un record du monde de relais l'année suivante. Il se qualifie pour les Jeux olympiques d'été de 1912 à Stockholm et, au premier tour, doit courir le douzième round. Ketterer est toutefois contraint de déclarer forfait en raison d'une blessure et ce sont le Canadien John Howard (en) et le Sud-Africain George Patching (de) qui se qualifient.